# دوناوتسی
دوناوتسی شهری در استان ویدین کشور بلغارستان است که جمعیت آن در سال ۲۰۰۱ میلادی ۲٬۸۳۴ نفر بوده‌است.